# Oxford United Football Club
L'Oxford United Football Club è una società calcistica inglese con sede nella città di Oxford, Oxfordshire. Milita in Championship, la seconda serie del campionato inglese.

## Storia
Fondato il 27 ottobre 1893, gioca nell'attuale stadio, il Kassam Stadium, dal 2001.
Nel 1986 vinse la sua prima e unica Coppa di Lega inglese, battendo 3-0 il Queens Park Rangers.
Nella stagione 2009-2010 ha militato nella Conference National, la quinta divisione del campionato inglese, stagione in cui ha conquistato la promozione in Football League Two dopo aver battuto per 3-1 lo York City nella finale dei play-off di Conference giocata a Wembley il 16 maggio 2010.
Il 7 maggio 2016 grazie alla vittoria casalinga per 3-0 contro il Wycombe Wanderers ottiene la promozione in Football League One.
Il 13 luglio 2020 a causa della sconfitta per 2 a 1 nella finale dei play-off sempre contro il Wycombe, manca la promozione in Football League Championship.
Il 18 maggio 2024,  dopo 25 anni passati in League One, vengono promossi in Football League Championship dopo aver battuto 2-0 il Bolton Wanderers nella finale playoff a Wembley.

## Calciatori

### Capitani
Il seguente è l'elenco dei 23 capitani dell'Oxford United dal 1959 ad oggi, con il periodo in cui hanno portato la fascia:
- Geoff Denial (1959–1960)
- Ron Atkinson (1960–1971)
- John Shuker (1971–1973)
- Dave Roberts (1973–1975)
- John Shuker (1975–1977)
- Joe Cooke (1977–1981)
- Malcolm Shotton (1982–1988)
- Colin Greenall (1988–1989)
- Steve Foster (1989–1992)
- Mike Ford (1992–1994)

- Les Robinson (1994–2000)
- Jon Richardson (2000–2001)
- Martin Thomas (2001)
- Andy Crosby (2001–2004)
- Lee Bradbury (2004–2005)
- Chris Hargreaves (2005–2006)
- Phil Gilchrist (2006–2007)
- Barry Quinn (2007–2008)
- Adam Murray (2008)
- Joe Burnell (2008–2011)
- James Constable (2011–2014)
- Jake Wright (2014–)

## Allenatori

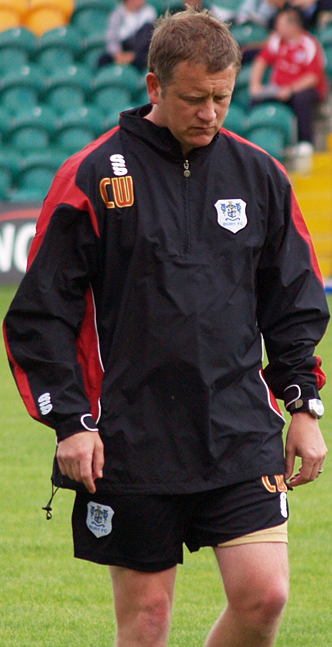
Chris Wilder, allenatore dell'Oxford United dal 2008 al 2014

La seguente è una lista degli allenatori dell'Oxford United Football Club dal 1949, anno in cui il club è diventato professionistico, fino al giorno d'oggi. In questo periodo, la squadra ha avuto ventuno tecnici, di cui tre (Jim Smith, Denis Smith e Darren Patterson) che l'hanno guidata in più di un'occasione, e otto manager temporanei. Il primo allenatore è stato Harry Thompson, a partire da luglio 1949. Thompson è rimasto in carica per nove anni, durante i quali ha condotto il club alla vittoria nella Southern League nel 1953, oltre alla Southern League Cup nel 1953 e 1954. È stato esonerato nel novembre 1958 per essere sostituito da Arthur Turner. Turner, manager più longevo della storia dell'Oxford United, con oltre dieci anni alla guida del club, ha riportato la squadra alla vittoria in Southern League nel 1962, risultato che ha permesso al team di entrare a far parte della Football League. È poi seguita, nel 1965, la promozione dalla Fourth Division e il club è stato incoronato vincitore della Third Division, tre anni dopo. Turner ha lasciato la squadra nove mesi dopo questo successo. Nei successivi tredici anni, cinque manager si sono alternati in panchina: Ron Saunders, Gerry Summers, Mick Brown, Bill Asprey e Ian Greaves. Durante i sei anni di Brown, il club è retrocesso dalla Second Division alla Third Division.
Jim Smith ha iniziato il primo periodo da allenatore dell'Oxford United nel 1981, portando la squadra fino alla First Division, l'allora massimo campionato inglese. Questo risultato è arrivato dopo due promozioni consecutive, nel 1984 e nel 1985. Comunque, si è trasferito ai Queens Park Rangers prima dell'inizio del campionato 1985-1986, perciò non ha mai guidato l'Oxford in First Division. Il nuovo tecnico, Maurice Evans, ha ottenuto immediatamente un importante successo, con la vittoria nella Football League Cup 1985-1986, superando in finale proprio i Queens Park Rangers di Smith. Da allora, l'unico allenatore ad ottenere la vittoria di un trofeo o una promozione è stato Denis Smith, che ha conquistato la promozione dalla Second Division nel 1996. Ramón Díaz, primo tecnico non britannico della storia del club, è rimasto in carica per cinque mesi, tra il dicembre 2004 e il maggio 2005. Jim Smith è tornato ad allenare la squadra nel 2006, anno in cui l'Oxford è stato relegato in Football Conference, dopo quarantaquattro anni nella Football League. Dopo aver mancato la promozione nel campionato seguente, ha rassegnato le dimissioni e Darren Patterson ha preso il suo posto. Patterson è stato poi licenziato l'anno successivo e Chris Wilder lo ha sostituito. Dopo la promozione nel 2010, Wilder, nel gennaio 2014, rassegna le dimissioni per passare ai rivali del Northampton Town Football Club, dopo la breve parentesi da traghettatore di Lewis, viene messo sotto contratto Gary Waddock ma la sua esperienza risulta disastrosa (con solo una vittoria in 8 partite) viene esonerato il 22 marzo 2014 e sostituito dall'ex centrocampista Michael Appleton, con lui dopo un anno da metà classifica, l'Oxford conquista la promozione alla fine del campionato di Football League Two 2015-2016 grazie al secondo posto con 86 punti.
| Nome             | Naz.             | Dal               | Al                | G   | V   | P   | S   | %V    |
| ---------------- | ---------------- | ----------------- | ----------------- | --- | --- | --- | --- | ----- |
| Harry Thompson   | Inghilterra      | 1º luglio 1949    | 6 novembre 1958   | 466 | 210 | 87  | 169 | 47,20 |
| Arthur Turner    | Inghilterra      | 1º gennaio 1959   | 28 febbraio 1969  | 504 | 218 | 119 | 167 | 43,25 |
| Ron Saunders     | Inghilterra      | 1º marzo 1969     | 30 giugno 1969    | 12  | 6   | 3   | 3   | 50,00 |
| Gerry Summers    | Inghilterra      | 1º luglio 1969    | 1º ottobre 1975   | 293 | 93  | 89  | 111 | 31,74 |
| Mick Brown       | Inghilterra      | 1º ottobre 1975   | 22 luglio 1979    | 187 | 53  | 61  | 73  | 28,88 |
| Bill Asprey      | Inghilterra      | 22 luglio 1979    | 26 dicembre 1980  | 82  | 23  | 20  | 39  | 27,16 |
| Ian Greaves      | Inghilterra      | 26 dicembre 1980  | 30 gennaio 1982   | 50  | 23  | 16  | 11  | 44,44 |
| Roy Barry        | Scozia           | 3 febbraio 1982   | 28 febbraio 1982  | 6   | 2   | 3   | 1   | 33,33 |
| Jim Smith        | Inghilterra      | 1º marzo 1982     | 11 giugno 1985    | 167 | 89  | 42  | 36  | 53,30 |
| Maurice Evans    | Inghilterra      | 11 giugno 1985    | 26 marzo 1988     | 140 | 41  | 41  | 58  | 31,51 |
| Mark Lawrenson   | Inghilterra      | 26 marzo 1988     | 25 ottobre 1988   | 23  | 4   | 8   | 11  | 17,39 |
| Brian Horton     | Inghilterra      | 25 ottobre 1988   | 27 agosto 1993    | 251 | 79  | 65  | 107 | 31,47 |
| Maurice Evans    | Inghilterra      | 27 agosto 1993    | 10 settembre 1993 | 3   | 0   | 0   | 3   | 0,00  |
| Denis Smith      | Inghilterra      | 10 settembre 1993 | 24 dicembre 1997  | 248 | 99  | 61  | 88  | 40,08 |
| Malcolm Crosby   | Inghilterra      | 24 dicembre 1997  | 24 gennaio 1998   | 5   | 0   | 1   | 4   | 0,00  |
| Malcolm Shotton  | Inghilterra      | 24 gennaio 1998   | 25 ottobre 1999   | 88  | 26  | 22  | 40  | 29,95 |
| Mickey Lewis     | Inghilterra      | 25 ottobre 1999   | 2 febbraio 2000   | 22  | 6   | 8   | 8   | 27,27 |
| Denis Smith      | Inghilterra      | 3 febbraio 2000   | 2 ottobre 2000    | 30  | 8   | 3   | 19  | 26,67 |
| Mike Ford        | Inghilterra      | 3 ottobre 2000    | 31 ottobre 2000   | 6   | 0   | 1   | 5   | 0,00  |
| David Kemp       | Inghilterra      | 31 ottobre 2000   | 30 aprile 2001    | 31  | 7   | 3   | 21  | 22,58 |
| Mike Ford        | Inghilterra      | 1º maggio 2001    | 8 maggio 2001     | 1   | 0   | 0   | 1   | 0,00  |
| Mark Wright      | Inghilterra      | 8 maggio 2001     | 22 novembre 2001  | 22  | 4   | 7   | 11  | 18,18 |
| Ian Atkins       | Inghilterra      | 23 novembre 2001  | 21 marzo 2004     | 122 | 47  | 35  | 40  | 38,52 |
| Graham Rix       | Inghilterra      | 22 marzo 2004     | 14 novembre 2004  | 29  | 6   | 8   | 15  | 20,69 |
| Darren Patterson | Irlanda del Nord | 14 novembre 2004  | 9 dicembre 2004   | 3   | 1   | 0   | 2   | 33,33 |
| Ramón Díaz       | Argentina        | 9 dicembre 2004   | 4 maggio 2005     | 25  | 10  | 7   | 8   | 40,00 |
| Brian Talbot     | Inghilterra      | 6 maggio 2005     | 14 marzo 2006     | 44  | 10  | 16  | 18  | 22,73 |
| Darren Patterson | Irlanda del Nord | 14 marzo 2006     | 22 marzo 2006     | 44  | 10  | 16  | 18  | 22,73 |
| Jim Smith        | Inghilterra      | 22 marzo 2006     | 9 novembre 2007   | 82  | 34  | 26  | 22  | 41,46 |
| Darren Patterson | Irlanda del Nord | 9 novembre 2007   | 30 novembre 2008  | 59  | 24  | 11  | 24  | 40,68 |
| Jim Smith        | Inghilterra      | 30 novembre 2008  | 21 dicembre 2008  | 4   | 2   | 0   | 2   | 50,00 |
| Chris Wilder     | Inghilterra      | 21 dicembre 2008  | 26 gennaio 2014   | 269 | 121 | 70  | 78  | 45,00 |
| Mickey Lewis     | Inghilterra      | 26 gennaio 2014   | 22 marzo 2014     | 12  | 3   | 5   | 4   | 25,00 |
| Gary Waddock     | Irlanda          | 22 marzo 2014     | 4 luglio 2014     | 8   | 1   | 0   | 7   | 12,50 |
| Micheal Appleton | Inghilterra      | 4 luglio 2014     | 22 marzo 2018     | 91  | 39  | 28  | 24  | 42,90 |
| Karl Robinson    | Inghilterra      | 22 marzo 2018     | 2023              | 188 | 79  | 39  | 46  |       |
| Des Buckingham   | Inghilterra      | 16 novembre 2023  |                   | 0   | 0   | 0   | 0   | 0     |

Le statistiche sono aggiornate al 2 febbraio 2016 e includono tutti i match ufficiali.

## Palmarès

### Competizioni nazionali
- Southern Football League: 3

1952-1953, 1960-1961, 1961-1962
- Southern League Cup: 2

1952-1953, 1953-1954
- Campionato inglese di seconda divisione: 1

1984-1985
- Third Division: 2

1967-1968, 1983-1984
- Coppa di Lega inglese: 1

1985-1986

### Competizioni regionali
- Oxfordshire Senior Cup: 14

## Organico

### Rosa 2024-2025
| N. |                             | Ruolo | Calciatore          |
| -- | --------------------------- | ----- | ------------------- |
| 1  | Inghilterra (bandiera)      | P     | Jamie Cumming       |
| 2  | Inghilterra (bandiera)      | D     | Sam Long            |
| 3  | Irlanda del Nord (bandiera) | D     | Ciaron Brown        |
| 4  | Galles (bandiera)           | C     | Will Vaulks         |
| 5  | Inghilterra (bandiera)      | D     | Elliott Moore       |
| 6  | Inghilterra (bandiera)      | C     | Josh McEachran      |
| 7  | Polonia (bandiera)          | C     | Przemysław Płacheta |
| 8  | Inghilterra (bandiera)      | C     | Cameron Brannagan   |
| 9  | Galles (bandiera)           | A     | Mark Harris         |
| 10 | Scozia (bandiera)           | A     | Matt Phillips       |
| 11 | Indonesia (bandiera)        | A     | Ole Romeny          |
| 12 | Inghilterra (bandiera)      | D     | Joe Bennett         |
| 13 | Inghilterra (bandiera)      | P     | Simon Eastwood      |
| 14 | Inghilterra (bandiera)      | C     | Louie Sibley        |
| 15 | Tunisia (bandiera)          | C     | Idris El Mizouni    |
| 16 | Inghilterra (bandiera)      | D     | Ben Nelson          |

| N. |                         | Ruolo | Calciatore         |
| -- | ----------------------- | ----- | ------------------ |
| 17 | Inghilterra (bandiera)  | A     | Owen Dale          |
| 19 | Inghilterra (bandiera)  | A     | Tyler Goodrham     |
| 20 | Portogallo (bandiera)   | C     | Rúben Rodrigues    |
| 21 | Inghilterra (bandiera)  | P     | Matt Ingram        |
| 22 | Giamaica (bandiera)     | D     | Greg Leigh         |
| 23 | Scozia (bandiera)       | A     | Siriki Dembélé     |
| 24 | Paesi Bassi (bandiera)  | D     | Hidde ter Avest    |
| 25 | Inghilterra (bandiera)  | A     | Will Goodwin       |
| 25 | Inghilterra (bandiera)  | A     | Max Woltman        |
| 28 | Indonesia (bandiera)    | C     | Marselino Ferdinan |
| 29 | Inghilterra (bandiera)  | A     | Kyle Edwards       |
| 30 | RD del Congo (bandiera) | D     | Peter Kioso        |
| 33 | Inghilterra (bandiera)  | P     | Jacob Knightbridge |
| 34 | Inghilterra (bandiera)  | D     | Jordan Thorniley   |
| 44 | Inghilterra (bandiera)  | A     | Dane Scarlett      |

### Rosa 2023-2024
| N. |                        | Ruolo | Calciatore        |
| -- | ---------------------- | ----- | ----------------- |
| 2  | Inghilterra (bandiera) | D     | Sam Long          |
| 3  | Inghilterra (bandiera) | D     | Ciaron Brown      |
| 4  | Scozia (bandiera)      | D     | Stuart Findlay    |
| 5  | Inghilterra (bandiera) | D     | Elliott Moore     |
| 6  | Spagna (bandiera)      | C     | Álex Gorrín       |
| 7  | Galles (bandiera)      | C     | Billy Bodin       |
| 8  | Inghilterra (bandiera) | C     | Cameron Brannagan |
| 9  | Galles (bandiera)      | C     | Mark Harris       |
| 11 | Inghilterra (bandiera) | C     | Marcus Browne     |
| 13 | Inghilterra (bandiera) | P     | Simon Eastwood    |
| 14 | Inghilterra (bandiera) | C     | Lewis Bate        |
| 16 | Inghilterra (bandiera) | A     | Tyler Burey       |
| 17 | Inghilterra (bandiera) | C     | James Henry       |
| 18 | Inghilterra (bandiera) | C     | Marcus McGuane    |

| N. |                        | Ruolo | Calciatore      |
| -- | ---------------------- | ----- | --------------- |
| 19 | Inghilterra (bandiera) | A     | Sam Baldock     |
| 21 | Irlanda (bandiera)     | P     | Ed McGinty      |
| 22 | Giamaica (bandiera)    | D     | Greg Leigh      |
| 23 | Inghilterra (bandiera) | C     | Josh Murphy     |
| 27 | Inghilterra (bandiera) | C     | Tyler Goodrham  |
| 28 | Irlanda (bandiera)     | C     | Stephan Negru   |
| 29 | Inghilterra (bandiera) | C     | Kyle Edwards    |
| 30 | Suriname (bandiera)    | C     | Yanic Wildschut |
| 39 | Inghilterra (bandiera) | D     | Gatlin O'Donkor |
|    | Inghilterra (bandiera) | A     | Tyler Smith     |
|    | Inghilterra (bandiera) | D     | Teddy Mfuni     |
|    | Paesi Bassi (bandiera) | D     | Hidde ter Avest |
|    | Francia (bandiera)     | C     | Ateef Konaté    |

### Rosa 2022-2023
| N. |                        | Ruolo | Calciatore        |
| -- | ---------------------- | ----- | ----------------- |
| 2  | Inghilterra (bandiera) | D     | Sam Long          |
| 3  | Inghilterra (bandiera) | D     | Brandon Fleming   |
| 4  | Scozia (bandiera)      | D     | Stuart Findlay    |
| 5  | Inghilterra (bandiera) | D     | Elliott Moore     |
| 6  | Spagna (bandiera)      | C     | Álex Gorrín       |
| 7  | Galles (bandiera)      | C     | Billy Bodin       |
| 8  | Inghilterra (bandiera) | C     | Cameron Brannagan |
| 11 | Inghilterra (bandiera) | C     | Marcus Browne     |
| 13 | Inghilterra (bandiera) | P     | Simon Eastwood    |
| 14 | Inghilterra (bandiera) | C     | Lewis Bate        |
| 16 | Inghilterra (bandiera) | D     | Ciaron Brown      |
| 17 | Inghilterra (bandiera) | C     | James Henry       |
| 18 | Inghilterra (bandiera) | C     | Marcus McGuane    |

| N. |                             | Ruolo | Calciatore      |
| -- | --------------------------- | ----- | --------------- |
| 19 | Inghilterra (bandiera)      | A     | Sam Baldock     |
| 21 | Irlanda (bandiera)          | P     | Ed McGinty      |
| 22 | Scozia (bandiera)           | A     | Kyle Joseph     |
| 23 | Inghilterra (bandiera)      | C     | Josh Murphy     |
| 27 | Inghilterra (bandiera)      | C     | Tyler Goodrham  |
| 28 | Irlanda (bandiera)          | C     | Stephan Negru   |
| 30 | Suriname (bandiera)         | C     | Yanic Wildschut |
| 33 | Suriname (bandiera)         | D     | Djavan Anderson |
| 39 | Inghilterra (bandiera)      | D     | Gatlin O'Donkor |
|    | Francia (bandiera)          | C     | Ateef Konaté    |
|    | Inghilterra (bandiera)      | A     | Tyler Smith     |
|    | Irlanda del Nord (bandiera) | C     | Oisin Smyth     |
|    | Inghilterra (bandiera)      | D     | Teddy Mfuni     |

### Rosa 2021-2022
| N. |                             | Ruolo | Calciatore               |
| -- | --------------------------- | ----- | ------------------------ |
| 1  | Inghilterra (bandiera)      | P     | Simon Eastwood           |
| 2  | Inghilterra (bandiera)      | D     | Sam Long                 |
| 5  | Inghilterra (bandiera)      | D     | Elliott Moore            |
| 6  | Spagna (bandiera)           | C     | Álex Gorrín              |
| 7  | Australia (bandiera)        | C     | Ryan Williams            |
| 8  | Inghilterra (bandiera)      | C     | Cameron Brannagan        |
| 9  | Inghilterra (bandiera)      | A     | Matty Taylor             |
| 10 | Irlanda del Nord (bandiera) | C     | Mark Sykes               |
| 11 | Inghilterra (bandiera)      | A     | Sam Winnall              |
| 13 | Inghilterra (bandiera)      | P     | Jack Stevens             |
| 14 | Irlanda (bandiera)          | C     | Anthony Forde            |
| 15 | Inghilterra (bandiera)      | D     | John Mousinho (capitano) |

| N. |                             | Ruolo | Calciatore     |
| -- | --------------------------- | ----- | -------------- |
| 16 | Irlanda (bandiera)          | D     | Luke McNally   |
| 17 | Inghilterra (bandiera)      | C     | James Henry    |
| 18 | Inghilterra (bandiera)      | C     | Marcus McGuane |
| 20 | Inghilterra (bandiera)      | C     | Jamie Hanson   |
| 21 | Irlanda del Nord (bandiera) | C     | Gavin Whyte    |
| 23 | Galles (bandiera)           | C     | Billy Bodin    |
| 26 | Inghilterra (bandiera)      | C     | Herbie Kane    |
| 27 | Inghilterra (bandiera)      | C     | Nathan Holland |
| 29 | Thailandia (bandiera)       | C     | Ben Davis      |
| 42 | Inghilterra (bandiera)      | D     | Steve Seddon   |
| 24 | Inghilterra (bandiera)      | A     | Charles Taylor |

### Rosa 2020-2021
| N. |                        | Ruolo | Calciatore        |
| -- | ---------------------- | ----- | ----------------- |
| 1  | Inghilterra (bandiera) | P     | Simon Eastwood    |
| 2  | Inghilterra (bandiera) | D     | Sean Clare        |
| 3  | Inghilterra (bandiera) | D     | Josh Ruffels      |
| 5  | Inghilterra (bandiera) | D     | Elliott Moore     |
| 6  | Spagna (bandiera)      | C     | Álex Gorrín       |
| 7  | Inghilterra (bandiera) | A     | Rob Hall          |
| 8  | Inghilterra (bandiera) | C     | Cameron Brannagan |
| 9  | Inghilterra (bandiera) | A     | Matty Taylor      |
| 10 | Irlanda (bandiera)     | C     | Mark Sykes        |
| 11 | Inghilterra (bandiera) | A     | Sam Winnall       |
| 12 | Inghilterra (bandiera) | D     | Sam Long          |
| 13 | Inghilterra (bandiera) | P     | Jack Stevens      |
| 14 | Irlanda (bandiera)     | C     | Anthony Forde     |

| N. |                             | Ruolo | Calciatore               |
| -- | --------------------------- | ----- | ------------------------ |
| 15 | Inghilterra (bandiera)      | D     | John Mousinho (capitano) |
| 16 | Irlanda del Nord (bandiera) | A     | Joel Cooper              |
| 17 | Inghilterra (bandiera)      | C     | James Henry              |
| 18 | Inghilterra (bandiera)      | C     | Marcus McGuane           |
| 19 | Inghilterra (bandiera)      | A     | Dan Agyei                |
| 20 | Inghilterra (bandiera)      | C     | Jamie Hanson             |
| 21 | Inghilterra (bandiera)      | A     | Malachi Napa             |
| 22 | Inghilterra (bandiera)      | D     | Rob Atkinson             |
| 23 | Inghilterra (bandiera)      | A     | Dylan Asonganyi          |
| 25 | Irlanda (bandiera)          | A     | Olamide Shodipo          |
| 28 | Irlanda (bandiera)          | C     | Liam Kelly               |
| 29 | Francia (bandiera)          | A     | Derick Osei              |

### Rosa 2018-2019
| N. |                        | Ruolo | Calciatore               |
| -- | ---------------------- | ----- | ------------------------ |
| 1  | Inghilterra (bandiera) | P     | Simon Eastwood           |
| 2  | Inghilterra (bandiera) | D     | Cameron Norman           |
| 3  | Inghilterra (bandiera) | D     | Luke Garbutt             |
| 4  | Inghilterra (bandiera) | D     | Robert Dickie            |
| 5  | Inghilterra (bandiera) | D     | Curtis Nelson (capitano) |
| 6  | Inghilterra (bandiera) | C     | Jamie Hanson             |
| 7  | Inghilterra (bandiera) | C     | Rob Hall                 |
| 8  | Inghilterra (bandiera) | C     | Cameron Brannagan        |
| 9  | Inghilterra (bandiera) | A     | Sam Smith                |
| 10 | Inghilterra (bandiera) | C     | Marcus Browne            |
| 11 | Irlanda (bandiera)     | C     | Samir Carruthers         |
| 12 | Inghilterra (bandiera) | C     | Ricky Holmes             |
| 13 | Scozia (bandiera)      | P     | Scott Shearer            |

| N. |                             | Ruolo | Calciatore        |
| -- | --------------------------- | ----- | ----------------- |
| 14 | Inghilterra (bandiera)      | C     | Josh Ruffels      |
| 15 | Inghilterra (bandiera)      | D     | John Mousinho     |
| 16 | Irlanda del Nord (bandiera) | C     | Gavin Whyte       |
| 17 | Inghilterra (bandiera)      | C     | James Henry       |
| 19 | Scozia (bandiera)           | C     | Jamie Mackie      |
| 20 | Inghilterra (bandiera)      | A     | Jonathan Obika    |
| 22 | Inghilterra (bandiera)      | D     | Charlie Raglan    |
| 23 | Inghilterra (bandiera)      | D     | Sam Long          |
| 25 | Hong Kong (bandiera)        | C     | Dai Wai-tsun      |
| 26 | Grenada (bandiera)          | C     | Shandon Baptiste  |
| 27 | Inghilterra (bandiera)      | P     | Jack Stevens      |
| 29 | Inghilterra (bandiera)      | D     | Tony McMahon      |
| 41 | Inghilterra (bandiera)      | P     | Jonathan Mitchell |

### Rosa 2017-2018
| N. |                        | Ruolo | Calciatore               |
| -- | ---------------------- | ----- | ------------------------ |
| 1  | Inghilterra (bandiera) | P     | Simon Eastwood           |
| 3  | Paesi Bassi (bandiera) | D     | Dwight Tiendalli         |
| 4  | Inghilterra (bandiera) | D     | Mike Williamson          |
| 5  | Inghilterra (bandiera) | D     | Curtis Nelson (capitano) |
| 6  | Inghilterra (bandiera) | D     | Aaron Martin             |
| 7  | Inghilterra (bandiera) | C     | Rob Hall                 |
| 8  | Inghilterra (bandiera) | C     | Ryan Ledson              |
| 9  | Inghilterra (bandiera) | A     | Wes Thomas               |
| 11 | Inghilterra (bandiera) | C     | Cameron Brannagan        |
| 13 | Scozia (bandiera)      | P     | Scott Shearer            |
| 14 | Inghilterra (bandiera) | C     | Josh Ruffels             |
| 16 | Inghilterra (bandiera) | D     | Robert Dickie            |
| 17 | Inghilterra (bandiera) | C     | James Henry              |
| 18 | Inghilterra (bandiera) | C     | Joe Rothwell             |

| N. |                        | Ruolo | Calciatore             |
| -- | ---------------------- | ----- | ---------------------- |
| 19 | Inghilterra (bandiera) | D     | Todd Kane              |
| 20 | Inghilterra (bandiera) | A     | Jonathan Obika         |
| 21 | Brasile (bandiera)     | D     | Ricardinho             |
| 23 | Svezia (bandiera)      | C     | Ivo Pękalski           |
| 24 | Inghilterra (bandiera) | C     | Josh Ashby             |
| 27 | Inghilterra (bandiera) | C     | Alex Mowatt            |
| 28 | Albania (bandiera)     | A     | Agon Mehmeti           |
| 29 | Inghilterra (bandiera) | D     | Ashley Smith-Brown     |
| 30 | Inghilterra (bandiera) | D     | John Mousinho          |
| 32 | Inghilterra (bandiera) | C     | Isaac Buckley-Ricketts |
| 35 | Irlanda (bandiera)     | D     | Canice Carroll         |
| 36 | Inghilterra (bandiera) | C     | Malachi Napa           |
| 39 | Curaçao (bandiera)     | C     | Gino van Kessel        |
| 40 | Inghilterra (bandiera) | P     | Manny Agboola          |

### Rosa 2016-2017
| N. |                          | Ruolo | Calciatore                |
| -- | ------------------------ | ----- | ------------------------- |
| 1  | Inghilterra (bandiera)   | P     | Simon Eastwood            |
| 2  | Galles (bandiera)        | D     | Christian Ribeiro         |
| 3  | Inghilterra (bandiera)   | D     | Joe Skarz                 |
| 4  | Inghilterra (bandiera)   | C     | John Lundstram (capitano) |
| 5  | Inghilterra (bandiera)   | D     | Curtis Nelson             |
| 6  | Inghilterra (bandiera)   | D     | Aarón Martín              |
| 7  | Inghilterra (bandiera)   | C     | Daniel Crowley            |
| 8  | Inghilterra (bandiera)   | C     | Liam Sercombe             |
| 9  | Inghilterra (bandiera)   | A     | Wes Thomas                |
| 10 | Scozia (bandiera)        | C     | Chris Maguire             |
| 11 | Scozia (bandiera)        | C     | Alex MacDonald            |
| 13 | Liechtenstein (bandiera) | P     | Benjamin Büchel           |
| 14 | Inghilterra (bandiera)   | C     | Joshua Ruffels            |
| 15 | Inghilterra (bandiera)   | A     | Kane Hemmings             |
| 16 | Inghilterra (bandiera)   | D     | Phil Edwards              |

| N. |                        | Ruolo | Calciatore        |
| -- | ---------------------- | ----- | ----------------- |
| 17 | Inghilterra (bandiera) | C     | Jonny Giles       |
| 18 | Inghilterra (bandiera) | C     | Joe Rothwell      |
| 19 | Inghilterra (bandiera) | C     | Robert Hall       |
| 20 | Inghilterra (bandiera) | A     | Ryan Taylor       |
| 21 | Inghilterra (bandiera) | A     | Tyler Roberts     |
| 22 | Inghilterra (bandiera) | D     | Sam Long          |
| 23 | Inghilterra (bandiera) | C     | Ryan Ledson       |
| 24 | Inghilterra (bandiera) | C     | Josh Ashby        |
| 25 | Inghilterra (bandiera) | D     | Charlie Raglan    |
| 26 | Inghilterra (bandiera) | D     | Robbie Cundy      |
| 28 | Inghilterra (bandiera) | C     | Marvin Johnson    |
| 31 | Inghilterra (bandiera) | A     | James Roberts     |
| 33 | Inghilterra (bandiera) | D     | Chey Dunkley      |
| 36 | Galles (bandiera)      | D     | Miles Welch-Hayes |

### Rosa 2015-2016
| N. |                          | Ruolo | Calciatore             |
| -- | ------------------------ | ----- | ---------------------- |
| 1  | Inghilterra (bandiera)   | P     | Sam Slocombe           |
| 3  | Inghilterra (bandiera)   | D     | Joe Skarz              |
| 4  | Inghilterra (bandiera)   | C     | Kemar Roofe            |
| 5  | Inghilterra (bandiera)   | D     | Johnny Mullins         |
| 6  | Inghilterra (bandiera)   | D     | Jake Wright (capitano) |
| 7  | Inghilterra (bandiera)   | A     | George Waring          |
| 8  | Inghilterra (bandiera)   | C     | Junior Brown           |
| 10 | Inghilterra (bandiera)   | A     | Danny Hylton           |
| 11 | Scozia (bandiera)        | C     | Alex MacDonald         |
| 13 | Liechtenstein (bandiera) | P     | Benjamin Büchel        |
| 14 | Inghilterra (bandiera)   | C     | Joshua Ruffels         |
| 15 | Irlanda (bandiera)       | C     | Callum O'Dowda         |
| 16 | Inghilterra (bandiera)   | D     | Jonjoe Kenny           |
| 17 | Inghilterra (bandiera)   | C     | Jonny Giles            |

| N. |                              | Ruolo | Calciatore     |
| -- | ---------------------------- | ----- | -------------- |
| 18 | Inghilterra (bandiera)       | C     | John Lundstram |
| 20 | Inghilterra (bandiera)       | A     | Ryan Taylor    |
| 22 | Inghilterra (bandiera)       | D     | Sam Long       |
| 23 | Inghilterra (bandiera)       | D     | Cameron Gayle  |
| 24 | Inghilterra (bandiera)       | C     | Josh Ashby     |
| 25 | Inghilterra (bandiera)       | D     | Freddie Grant  |
| 26 | Inghilterra (bandiera)       | D     | Robbie Cundy   |
| 27 | Antigua e Barbuda (bandiera) | C     | AJ George      |
| 28 | Scozia (bandiera)            | C     | Chris Maguire  |
| 29 | Inghilterra (bandiera)       | A     | Jordan Bowery  |
| 31 | Inghilterra (bandiera)       | A     | James Roberts  |
| 33 | Inghilterra (bandiera)       | D     | Chey Dunkley   |
| 36 | Galles (bandiera)            | D     | Jordan Evans   |

### Rosa 2014-2015
| N. |                        | Ruolo | Calciatore             |
| -- | ---------------------- | ----- | ---------------------- |
| 1  | Inghilterra (bandiera) | P     | Ryan Clarke            |
| 2  | Galles (bandiera)      | D     | Jonathan Meades        |
| 3  | Inghilterra (bandiera) | D     | Tom Newey              |
| 4  | Inghilterra (bandiera) | C     | Michael Raynes         |
| 5  | Inghilterra (bandiera) | D     | Johnny Mullins         |
| 6  | Inghilterra (bandiera) | D     | Jake Wright (capitano) |
| 7  | Inghilterra (bandiera) | C     | Danny Rose             |
| 8  | Inghilterra (bandiera) | D     | Junior Brown           |
| 9  | Inghilterra (bandiera) | A     | Carlton Morris         |
| 10 | Inghilterra (bandiera) | A     | Danny Hylton           |
| 11 | Inghilterra (bandiera) | A     | Alfie Potter           |
| 13 | Inghilterra (bandiera) | D     | David Hunt             |
| 14 | Inghilterra (bandiera) | C     | Joshua Ruffels         |
| 15 | Australia (bandiera)   | C     | Callum O'Dowda         |
| 16 | Inghilterra (bandiera) | D     | Andrew Whing           |
| 17 | Inghilterra (bandiera) | D     | Matt Bevans            |

| N. |                          | Ruolo | Calciatore      |
| -- | ------------------------ | ----- | --------------- |
| 18 | Inghilterra (bandiera)   | P     | George Long     |
| 19 | Irlanda (bandiera)       | C     | Michael Collins |
| 20 | Inghilterra (bandiera)   | A     | Peter Leven     |
| 21 | Nuova Zelanda (bandiera) | P     | Max Crocombe    |
| 22 | Inghilterra (bandiera)   | D     | Sam Long        |
| 23 | Inghilterra (bandiera)   | C     | Josh Shama      |
| 24 | Inghilterra (bandiera)   | C     | Josh Ashby      |
| 25 | Inghilterra (bandiera)   | D     | Joe Riley       |
| 27 | Inghilterra (bandiera)   | A     | Tyrone Barnett  |
| 28 | Inghilterra (bandiera)   | A     | Alex Jakubiak   |
| 29 | Inghilterra (bandiera)   | C     | Brian Howard    |
| 30 | Inghilterra (bandiera)   | C     | Sam Humphreys   |
| 31 | Inghilterra (bandiera)   | A     | James Roberts   |
| 32 | Inghilterra (bandiera)   | C     | Aidan Hawtin    |
| 44 | Inghilterra (bandiera)   | A     | Will Hoskins    |

### Rosa 2013-2014
Rosa aggiornata al 19 settembre 2013.
| N. |                        | Ruolo | Calciatore             |
| -- | ---------------------- | ----- | ---------------------- |
| 1  | Inghilterra (bandiera) | P     | Ryan Clarke            |
| 3  | Inghilterra (bandiera) | D     | Tom Newey              |
| 4  | Inghilterra (bandiera) | C     | Michael Raynes         |
| 5  | Galles (bandiera)      | D     | Jonathan Meades        |
| 6  | Inghilterra (bandiera) | D     | Jake Wright (capitano) |
| 7  | Inghilterra (bandiera) | C     | Sean Rigg              |
| 8  | Inghilterra (bandiera) | A     | Dave Kitson            |
| 9  | Inghilterra (bandiera) | A     | James Constable        |
| 10 | Inghilterra (bandiera) | A     | Deane Smalley          |
| 11 | Inghilterra (bandiera) | C     | Alfie Potter           |
| 13 | Inghilterra (bandiera) | C     | David Hunt             |
| 14 | Inghilterra (bandiera) | C     | Asa Hall               |
| 15 | Australia (bandiera)   | C     | Ryan Williams          |

| N. |                          | Ruolo | Calciatore     |
| -- | ------------------------ | ----- | -------------- |
| 16 | Inghilterra (bandiera)   | D     | Andy Whing     |
| 17 | Inghilterra (bandiera)   | D     | Danny Rose     |
| 18 | Irlanda (bandiera)       | D     | Scott Davies   |
| 19 | Inghilterra (bandiera)   | D     | Johnny Mullins |
| 20 | Inghilterra (bandiera)   | A     | Peter Leven    |
| 21 | Nuova Zelanda (bandiera) | P     | Max Crocombe   |
| 30 | Inghilterra (bandiera)   | D     | Sam Long       |
| 31 | Inghilterra (bandiera)   | P     | Wayne Brown    |
| 32 | Inghilterra (bandiera)   | D     | David Lynn     |
| 33 | Inghilterra (bandiera)   | C     | Josh Shama     |
| 34 | Inghilterra (bandiera)   | D     | Matt Bevans    |
| 35 | Inghilterra (bandiera)   | C     | Callum O'Dowda |
| 37 | Inghilterra (bandiera)   | C     | Josh Ruffels   |